# Batracomorphus pustulatus
Batracomorphus pustulatus är en insektsart som beskrevs av Blöte 1964. Batracomorphus pustulatus ingår i släktet Batracomorphus och familjen dvärgstritar. Inga underarter finns listade i Catalogue of Life.